# ジョヴァンニ・デ・メディチ・イル・ポポラーノ
ジョヴァンニ・デ・メディチ（Giovanni de' Medici, 1467年10月21日 - 1498年9月14日）は、イタリアの貴族。イル・ポポラーノ（Il Popolano）と呼ばれた。メディチ家の傍系の出身で、ピエルフランチェスコ・ディ・ロレンツォ・デ・メディチの息子。

## 生涯と業績
フィレンツェに生まれ、1476年に父と死別したため、兄ロレンツォ（イル・ポポラーノ）とともに本家へ引き取られ、従兄ジュリアーノ、ロレンツォ・デ・メディチ（イル・マニフィコ）らと一緒に家庭教師から教育を受けた。教師は、マルシリオ・フィチーノやアンジェロ・ポリツィアーノであった。彼らは古典文学を学ぶのに非常に熱心で、のち古典文学原稿や古写本を収めた大きい図書館を創設した。
のち、ロレンツォ・イル・マニフィコとの仲は主に経済的理由から悪化した（ロレンツォはポポラーノ兄弟の遺産が容易に管理できたことから、我がものとした）。ロレンツォが死ぬと、兄弟は後継者ピエロと折り合いが悪く、1494年4月に彼らはフィレンツェから追われた。
同じ年の11月に、フランス王シャルル8世がイタリア侵攻を始め、フィレンツェで共和国革命が起こってピエロを追い出すと、ジョヴァンニは兄ロレンツォとともにフィレンツェに戻った。ジローラモ・サヴォナローラを支援したことから、ポポラーノのあだ名がついた。
1497年、ジョヴァンニはフォルリ及びイーモラ領主カテリーナ・スフォルツァと結婚した。2人の間にはルドヴィーコという男児が生まれたが、ジョヴァンニがしばらくして亡くなると、カテリーナは再度息子に洗礼を受けさせ「ジョヴァンニ」という名前に変えさせた。この子が、のちの有名なコンドッティエーレ、ジョヴァンニ・デッレ・バンデ・ネーレである。